# أيبارس جارهان
أيبارس جارهان (بالتركية: Atilla Aybars Garhan) (17 مايو 1991 بأنقرة في تركيا - ) هو لاعب كرة قدم تركي في مركز الهجوم. شارك مع منتخب تركيا تحت 19 سنة لكرة القدم. أما مع النوادي، فقد لعب مع أضنة دمير سبور وأنقرة غوجو ونادي كارديمير كارابوك سبور ونادي فاتح كاراغومروك و1461 طرابزون.

## وصلات خارجية
- أيبارس جارهان على موقع الاتحاد الأوربي (الإنجليزية)
- أيبارس جارهان على موقع اتحاد تركيا (لاعب) (الإنجليزية)
- أيبارس جارهان على موقع Soccerway.com (الإنجليزية)
- أيبارس جارهان على موقع عالم كرة القدم.نت (الإنجليزية)